# Општина Ваља Нукарилор (Тулћа)
Ваља Нукарилор (рум. Valea Nucarilor) општина је у Румунији у округу Тулћа.
Oпштина се налази на надморској висини од 14 m.